# Пандозия (Лукания)
Вижте пояснителната страница за други значения на Пандозия.
Пандозия (Pandosia; Pandosiam; на гръцки: Πανδοσία) е бил древен град в Магна Греция, Лукания (дн. Базиликата), Италия.
Намирал се е на 6,5 км от Хераклея до днешното селище Англона до Турси.